# ガマ目
ガマ目（Typhales）は、被子植物の目である。クロンキスト体系では、ツユクサ亜綱の下位クラスに属している。雌雄異花で、花は著しく退化している。雌蕊は偽単心皮性であり、多数が球状あるいは円柱状に密集して着く。胚珠は、1つで、上部から垂下する。湿地あるいは水生の植物である。
APG体系では、イネ目に含まれている。

## 所属する科
- ミクリ科 Sparganiaceae
- ガマ科 Typhaceae